# Dothistroma septosporum
Espèce
Dothistroma septosporum est l'une des espèces de champignons ascomycètes de la famille des Mycosphaerellaceae responsable de la maladie des bandes rouges du Pin. 

## Synonymes
- Cytosporina septospora Dorog.[1]
- Dothistroma pini var. keniense M.H. Ivory[1]
- Dothistroma pini var. lineare Thyr & C.G. Shaw[1]
- Dothistroma pini Hulbary[1]
- Dothistroma septosporum var. keniense (M.H. Ivory) B. Sutton[1]
- Dothistroma septosporum var. lineare (Thyr & D.E. Shaw) B. Sutton[1]
- Dothistroma septosporum (G. Doroguine) M. Morelet[1]
- Eruptio pini (Rostr.) M.E. Barr[1]
- Mycosphaerella pini Rostr. (préféré par BioLib)[1]
- Scirrhia pini A. Funk & A.K. Parker[1]
- Septoriella septospora (Dorog.) Sacc.[1]

## Liste des non-classés
Selon NCBI (2 janvier 2023) :
- non-classé Dothistroma septosporum NZE10